# Tribonanthes
Tribonanthes là một chi thực vật có hoa trong họ Haemodoraceae.
Chi này bao gồm các loài thực vật Australia đặc hữu Tây Australia.

## Các loài
- Tribonanthes australis Endl.
- Tribonanthes brachypetala Lindl.
- Tribonanthes longipetala Lindl.
- Tribonanthes minor M.Lyons & Keighery
- Tribonanthes purpurea T.D.Macfarl.& Hopper
- Tribonanthes violacea Endl.